# 재동경조선인단체협의회
재동경조선인단체협의회(在東京朝鮮人團體協議會)는 1927년 일제강점기 동경에서 일본지역의 조선인 민족운동단체들이 중심이 되어 결성되었던 단체이다. 
결성 당시 참가단체는 재일본조선노동총동맹(在日本朝鮮勞働總同盟), 동경조선노동조합(東京朝鮮勞動組合) 본부, 동경조선노동조합(東京朝鮮勞動組合) 지부(동부지부, 서부지부, 남부지부, 북부지부, 옥천지부), 동경조선청년동맹, 동경조선여자청년동맹, 신흥과학연구회(新興科學硏究會), 신간회 동경지회, 동경조선유학생학우회, 흑풍회(黑風會), 자유노동조합 등이었다. 이밖에도 자유노동조합 강동부, 조선인배달원조합, 동흥노동동맹회(東興勞動同盟會), 대기조선인일반노동조합(大崎朝鮮人一般勞動組合), 조선여자학흥회, 동경조선연합기독교회, 재일본동경조선기독교청년회(在日本東京朝鮮基督敎靑年會), 조선기독교청년회조선기독교청년회 천도교청년당동경부(天道敎靑年黨東京部), 협동조합운동사, 고학생형설회, 고려공업회 등으로 볼셰비키와 아나키즘, 민족주의 등 모든 조선인 단체가 망라되어 있다.
재동경조선인단체협의회의 특성은 당시 신간회 동경지부가 이미 결성되었으나 형식과 실제에서 신간회보다 광범위한 조직으로서 주의, 주장을 불문하고 조선인으로 조선민족의 해방을 희구하는 단체 18개가 결집되었다는 점이다.
구체적인 활동을 보면, 재일본조선노동총동맹과 함께 식민지시대 최대의 재일조선인 민족운동인 조선총독폭압정치반대투쟁을 전개한 것을 비롯해 1928년 3월 1일에 열린 기념행사 주최, 9월 30일 관동진재조선인학살추도회 주최가 대표적이다.